# Плесский сельсовет
Плесский сельсовет — муниципальное образование со статусом сельского поселения в Мокшанском районе Пензенской области Российской Федерации.
Административный центр — село Плесс.

## История
Статус и границы сельского поселения установлены Законом Пензенской области от 2 ноября 2004 года № 690-ЗПО «О границах муниципальных образований Пензенской области».

## Население
| 2002  | 2010  | 2012  | 2013  | 2014  | 2015  | 2016  |
| ----- | ----- | ----- | ----- | ----- | ----- | ----- |
| 1866  | ↘1621 | ↘1601 | ↘1599 | ↘1554 | ↘1530 | ↘1483 |
| 2017  | 2018  | 2021  |       |       |       |       |
| ↗1497 | ↘1425 | ↘1266 |       |       |       |       |

## Состав сельского поселения
| №  | Населённый пункт | Тип населённого пункта       | Население |
| -- | ---------------- | ---------------------------- | --------- |
| 1  | Бездонный        | посёлок                      | 1         |
| 2  | Дачный           | посёлок                      | 51        |
| 3  | Замокшинский     | посёлок                      | 1         |
| 4  | Знаменское       | село                         | ↘194      |
| 5  | Марфино          | село                         | ↘147      |
| 6  | Михайловка       | село                         | ↘320      |
| 7  | Мокрый           | посёлок                      | 6         |
| 8  | Николаевка       | деревня                      | 37        |
| 9  | Пичуевка         | деревня                      | 3         |
| 10 | Плесс            | село, административный центр | ↘502      |
| 11 | Русская Муромка  | село                         | ↘38       |
| 12 | Скачки           | село                         | ↘321      |